# ジャパン・ニュース・ネットワーク

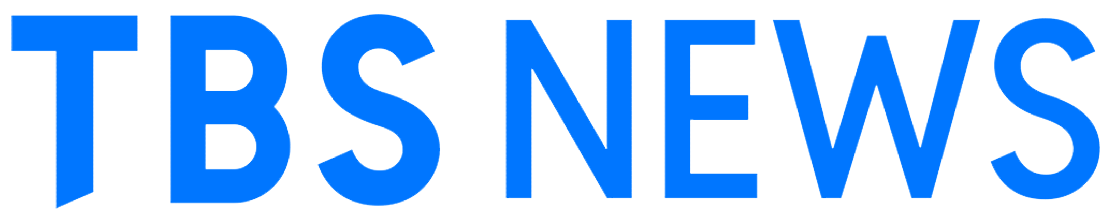
『TBS NEWS』のロゴ

ジャパン・ニュース・ネットワーク（英: Japan News Network）は、TBSテレビをキー局とする、日本の民放テレビ局のニュースネットワーク。略称のJNN（ジェイエヌエヌ）で言及されることが多い。
日本のテレビニュースネットワークとしては最も歴史が古い。
なお、ここではニュースとは別関係のテレビ番組供給ネットワークである TBSネットワーク（TBS Networks）についても解説する（一般に本項で解説するJNNとTBSネットワークとを合わせてTBS系列という）。TBSラジオを基幹局としてテレビと同時並行的に存在するラジオネットワークについては、ジャパン・ラジオ・ネットワーク（JRN）を参照のこと。

## 概説
1958年6月1日に、当時のラジオ東京（KRT、東京放送。現：TBSホールディングス）が、KRTとの番組配信を行っていた北海道放送 (HBC)、中部日本放送（CBC、現・CBCテレビ）、大阪テレビ放送（OTV、現：朝日放送テレビ）、ラジオ九州（RKB、現：RKB毎日放送）の4社との間で締結したニュース素材の交換に関する協定である「テレビニュースに関するネットワーク協定」を端緒とする。1959年（昭和34年）に、この5社協定に当時各都道府県に設立されたテレビ局に対してKRTが参加要請を行った16社との間で締結されたのが最初の「ジャパン・ニュース・ネットワーク協定」（JNN協定）であり、これがJNNの直接の発足となっている。
その後のネットチェンジや新規開局などの経緯を経て、1992年以降は秋田県・福井県・徳島県・佐賀県を除く43都道府県を放送対象地域とする28局が参加している。
ロゴマークの色は原則緑で「JNN」と（公式サイトでは）表示するが、2017年10月以降、定時ニュースのロゴが独自のものに変更されたほか、「新・情報7days ニュースキャスター」なども独自のロゴを使用する。さらに、2022年4月から配信開始した「TBS（系列局略称） NEWS DIG Powered by JNN」の「JNN」のロゴも、独自である。また、番組配信局テロップは一切出していない。
JNN協定においては「他のネット系列局或いはその関連会社との間にニュース素材の交換を行ったり、テレビニュースのネットをしないこと」という他のネットワークに対する排他性を持つ内容が協定に定められており（後述）、これによって加盟局の中にクロスネット局が事実上存在しないという特色を持つ。

## 発足の経緯

### 5社協定の締結
テレビ局間のネットワークの構築は、当時の郵政大臣・田中角栄がテレビ放送の普及を狙って、1957年10月にテレビ放送の予備免許を全国34社に一斉交付したことを契機としている。この動きに対して、日本初の民放テレビ局であった日本テレビとラジオ東京（KRT、現：TBSテレビ）が反応し、両者をキーとしたネットワークの構築を目指すこととなったものである。
1958年（昭和33年）6月1日、KRTは、番組配信を行っていた北海道放送（HBC）、中部日本放送（CBC、現：CBCテレビ）、大阪テレビ放送（OTV、現：朝日放送テレビ）、ラジオ九州（RKB、現：RKB毎日放送）の4社との間で「テレビニュースに関するネットワーク協定」を結び、ニュース素材の交換に関する協定を結んだ。これは、当時民放の最先発であった日本テレビがスポーツ中継（特に読売ジャイアンツ戦を中心とした野球中継）を鍵にネットワーク拡大を図ろうとしたのと対照的に、KRTはニュースを前面に出してネットワーク構築を試みたものであるが、ラジオの場合は新聞社との提携関係で原稿を読むだけで済んだものが、テレビの場合は東京のニュースに関する映像を入手するために在京局の力を借りたかった地方局と、地方で発生した事件の取材を地方局に委ねたかったKRTの利害関係が一致したものであった。

### ネットワークの構築
5社協定を結んでまもなく、KRTはテレビ放送の開局準備を進めている各放送局に対し、以下のような趣旨の文書を送付する。
- KRT・HBC・CBC・OTV・RKBの5社を結ぶニュースネットワークは我が国の民放において最大かつ最強のものと自負している。
- ついては、貴社に我々のニュースネットワークに加盟願いたい。
- 加盟に当たってはKRTと電通の間で特別契約を結んでおり、以下の条件を示す。
  1. ネットワークニュースの制作費は無料とする。
  2. スポンサーは電通が斡旋する。
  3. 電波料（スポンサー料）は電通と各社間の交渉となる。
  4. このネットワークニュースは他系列の放送局にニュースを一切提供せず、ネットワークに参加する局は他系列の局とニュースをネットしない。
  5. 当面は、1日3回のニュースと夜のスポーツニュースを提供する。
  6. 海外ニュースの使用料の分担は別途協議する。

この要請文書の背景には、1959年（昭和34年）4月10日に行われた皇太子明仁親王（後の第125代天皇、現：上皇）の「ご成婚パレード中継」が一つの契機になっている。このパレード中継は民放のテレビ番組として初めて全国生中継を実現するものであり、当時のマイクロ回線の事情からNHK・ラジオ東京系列・日本テレビ系列の3系列で行われ、ラジオ東京系列にはニュース協定を結んでいた5社に加え、東北放送、新潟放送、信越放送、ラジオ静岡（現：静岡放送）、北陸放送、ラジオ山陽（現：RSK山陽放送）、ラジオ中国（現：中国放送）、長崎放送、ラジオ熊本（現：熊本放送）、ラジオ南日本（現：南日本放送）と日本教育テレビ（現：テレビ朝日）と毎日放送を加えた17局でグループを組んだ。
1959年（昭和34年）8月1日、KRTの文書要請に応じた16社（ご成婚パレード中継に携わった17社から日本教育テレビと毎日放送を除き、日本海テレビジョン放送を加えたもの）の間で「ジャパン・ニュース・ネットワーク協定」（JNN協定）を締結する。その協定内容は以下のようなものであった。
- ネットワーク名を「ジャパン・ニュース・ネットワーク」（JNN）とし、JNNニュースがネットワーク各局の共同制作であることを前提とする（前文）。
- JNNは同時中継を原則とする（第1条）。
- ネットワーク各局はJNNニュースの全部または必要なニュースのみを選んで放送することが出来る（第3条）。
- ネットワーク各局は自局の取材責任範囲内におけるニュース素材をJNNに提供する義務を持つ（第4条）。
- 取材活動に必要な諸経費は各社の自己負担とするが、大規模ニュースに伴う特別経費については各局協議の上、分担することが出来る（第5条）。
- JNNニュースのタイトルはスポンサークレジット以外は原則として各社自由とする。ただし、ネット局と特別の関係のある新聞社のクレジット使用については、1日1回に限りタイトルとして冠することが出来る（第6条）。

### 業務協定
1965年より、当時の東京放送と、全国の各JNN加盟社間で個別に「テレビジョン・ネットワーク業務協定」を締結した。以下のような内容である。
- 同時ネット枠の設定をする。
- 東京放送が同時ネット枠を編成し、加盟社は「優先的に」ネットすること。
- 東京放送が番組のセールスを行い、かつ、放送契約料金・代理店手数料を差し引いたものを加盟社に配分する。

### JNN協定の排他性
JNN協定の締結に際して、KRTは加盟各局の間で「JNN協定の目的に則して、他のネット系列局或いはその関連会社との間にニュース素材の交換を行ったり、テレビニュースのネットをしないことを約束する」との覚書を締結し、JNN協定に明確な排他性を持たせることになった。
東京オリンピック後に迎えた放送業界の不況（営業収益の大幅な減少）を踏まえ、JNN協定に（特に制作費の負担において）問題点が生じたことを踏まえ、特に報道番組においてJNN加盟各社の共同制作から（KRT改め）東京放送（TBS）中心の制作に移行し、取材・編集権をTBSが主体的に受け持つことを念頭に、1966年（昭和41年）4月1日付けで「JNNニュース協定」として以下のような内容に改定された（1969年（昭和44年）4月1日付けで一部改定）。
- JNNのキーステーションをTBSとし（第2条）、TBSはネットワークニュースの制作について、加盟各社の意向を尊重し、責任を持って編集する（第3条）。
- 取材活動に必要な諸経費の一定額を、JNNニュース基金から支払う（第3条、1969年に追加）。
- JNN加盟各社はネットワークニュースを原則として同時刻に放送する（第5条）。
- JNN加盟各社はニュース素材をJNN系列局以外に提供しない。また、ニュース素材の提供を目的としてJNN系列以外の各社に施設を貸与しない（第6条）。
- JNN加盟各社はJNN系列以外からのニュースの提供を受けない（第7条）。
- 報道特別番組と一般報道番組については、本協定の基本的精神を尊重する（第10条）。

これにより、JNNの排他性を協定内で明文化することとなった。

## ネットワークの特徴
前述の通り、各放送局との間でのニュース素材の交換をネットワーク発足の経緯としていることもあり、各地の地方新聞社が設立に関与したAMラジオ局がテレビ放送を始めた放送局をネットワークに組み入れていることもあって、初期からの加盟局の多くがラテ兼営である（新聞社との関係については後述）。一方、1970年台以降に設立されたJNN加盟局については当初よりJNN加盟を念頭に設立されたテレビ単営の放送局がほとんどで、会社設立からTBS（現・TBSホールディングス）が大株主として資本参加している。
デジタル放送では、すべての加盟局が、映像の権利保護などの観点からCMを除いた放送中、画面右上に自社ロゴ（チャンネルロゴ表示）の表示を行っている（一部系列局ではワンセグでは行っていない）。現在は民放5系列はすべての放送局で実施されているが放送開始当初から行っているのはJNNのみである。
加盟局はGガイドの番組データを配信している（電子番組ガイド（EPG）のGガイドのホスト局となっている）。
認定放送持株会社、ならびに株式上場への取り組みも多く、2009年4月1日にTBSテレビ（東京放送ホールディングス→TBSホールディングス）、2014年4月1日にCBCテレビ（中部日本放送）、2016年4月1日にRKB毎日放送（RKB毎日ホールディングス）、2017年4月1日に毎日放送（MBSメディアホールディングス）、2019年4月1日にRSK山陽放送（RSKホールディングス）、2023年6月1日に新潟放送（BSNメディアホールディングス）が認定放送持株会社体制に移行している。TBSホールディングス・中部日本放送・RKB毎日ホールディングス・BSNメディアホールディングスは株式を上場 している。
番組中の時刻表示については、全国統一の日本標準時が用いられ使用されている日本でもごく僅かな（体感できない程の）時差が存在しているとして、またデジタル放送ではエンコード/デコードによる遅延が絶対に回避できない ことから、「より正確な時刻を提供する」との考えに基づき、「番組送出（ネット送出）は行わない」という運用ルールが明確に定められている。このため時刻表示は、各番組専用のカスタム素材を、使用を希望する局にも配布し、使用を希望しない場合は各局独自の時刻表示を、原則として各局のマスターからローカル送出させているのも特徴である。

### TBSネットワークとJNN
ニュース番組以外の一般の番組供給系列のネットワークは「TBSネットワーク」と呼称されている。ただし、JNNを運営する「JNNネットワーク協議会」による付帯事業として行われ、FNNとFNS、NNNとNNSの様に、JNNと別組織とはなっていない。このためか一般には「TBSネットワーク」の名称は浸透しておらず、「TBS系列」やニュース系列と同様に「JNN」と呼称される場合が多い。前者は「テレビ情報誌」に基幹局（5社連盟）と準基幹局（東北放送・静岡放送・RSK山陽放送・中国放送） が共同で出していた広告や番組宣伝ポスターで「日本のお茶の間を結ぶ最高のネットワーク-TBS系-」と謳われており、一般向けには「TBS系列」が多用される。後者もTBSがスポーツ中継のオープニングキャッチで「JNN SPORTS」と出していた時期がある他（1993年頃）、バラエティ番組でも「JNN○周年」 を冠した事例もある。また、TBSのネットワーク局一覧のウェブサイトでも用いられる等、「JNN」をTBS系列のネットワークそのものの愛称として使用する例も多い。

本来、原則的にはJNN協定が適用されるニュース番組に関して加盟局（加盟社）共同製作という形をとる（そのため「製作著作」のクレジットが出ない）が、適用外のネットワーク番組は、製作した各局（各社）それぞれで著作権を持ち、製作局のロゴがクレジットされる。これが両者の違いである。なお、TBSネットワーク扱いで放送している番組には、2020年3月までTBS以外の局の製作番組でもネットワーク・シンボルであった「ジ〜ン」が製作局ロゴの隣に付加されていた（一部例外あり）。TBSは「ジ〜ン」をステーション・シンボルとしても使用していたため、ローカル番組でも表示されていた。

また、JNNネットワーク協議会にはプロ野球中継に特化した「プロ野球中継担当者会議」という組織があり、プロ野球チームが放送エリア内に本拠を構えている各局（5社連盟構成局すべてと東北放送（tbc）、中国放送（RCC））が加盟している。この会議においてTBS系列におけるプロ野球中継に関して詳細が決定されている。

### 新聞社との関係
前述のとおり、JNNの創設のきっかけとなった「5社協定」は、各局及び各局と提携関係にあった新聞社（ブロック紙）のニュース情報を共有する目的があったこともあり、基本的にはネットワークとして特定の新聞系列との関係を有していない。JNN設立時に加盟した16局のうち12局は、いずれも地方紙との関わりの深い放送局でもある。
一方、JNN発足当時のラジオ東京は毎日新聞社を中心に朝日新聞社、読売新聞社といったいわゆる「旧3大紙」と関わりを持っていたが、後に資本系列を整理して毎日新聞社との関係を強めたが、毎日新聞社の経営悪化による新社移行問題で保有株式が売却されたのをきっかけに完全に独立した。また、毎日放送もTBSと同時期に毎日新聞社が保有株の大半を売却し、引き続き社名に「毎日」を冠し大阪本社とニュース提供での協力関係を続けるものの資本的には独立している。ただし、毎日新聞新社設立時にはTBSと毎日放送が新社に出資した他（債務返済が一段落した1985年10月に旧社を存続法人として合併）、現在でも毎日新聞社とTBS（TBSホールディングス・TBSテレビ・TBSラジオ）および毎日放送（MBSメディアホールディングス・毎日放送〈新社〉・MBSラジオ）は友好会社の関係にあり、RKB毎日放送は毎日新聞社（西部本社）が持株会社のRKB毎日ホールディングスの第2位株主として資本関係にあるほか、これら各局の報道・情報番組には毎日新聞の記者・編集委員・論説委員などが出演することがあることから、JNNが毎日新聞社と比較的親密な関係にあるとの見方も出来る。

### リモコンキーID

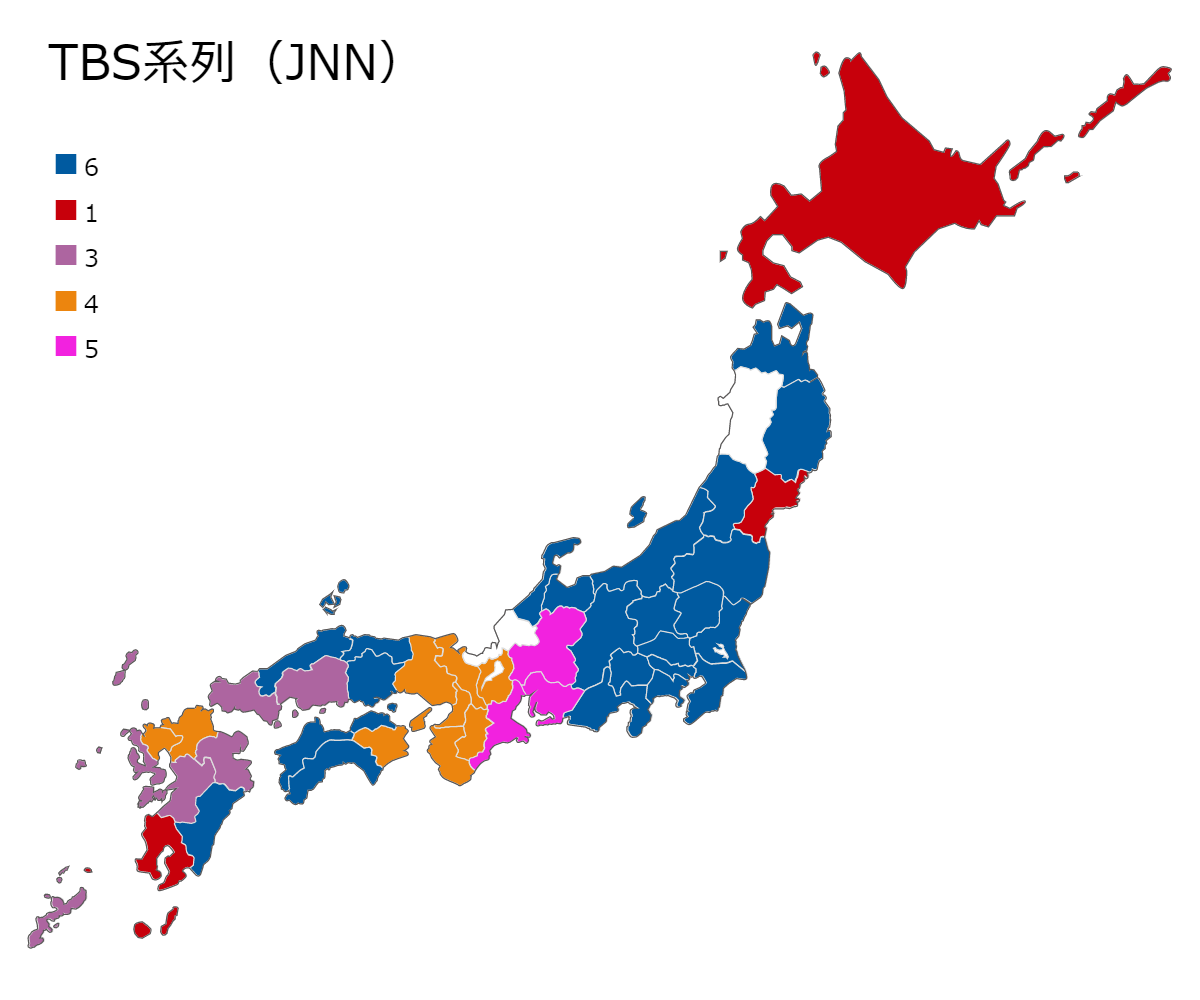
JNN系列のリモコンキーID地図

キー局のTBSテレビ、ならびにTBS系列のBS局のBS-TBSのリモコンキーIDは「6」。TBS以外の系列局でキー局と同じリモコンキーIDを使用している局（地図上で青で塗られている地域の局）は15局、「6」以外が12局 ある。他の民放ネットワークと比較して統一されている割合が低く、特に東海(名古屋)以西の西日本地域で「6」以外のリモコンIDを使用している局が多い。これは加盟局の多くがその当該地域の先発局で、アナログ放送親局と同じチャンネル番号をリモコンIDに採用した局が多いことや広島以西の地域でNHK総合・Eテレに次いで若い番号である「3」をリモコンIDに採用した局が多い ことが原因であるとされる。リモコンキーIDに6chを使用する系列局の内、TBSテレビ以外では、IBC岩手放送及び北陸放送も、アナログ放送の親局チャンネル番号を引き継いだ。
なお、アナログ親局5chを使用していた新潟放送は、デジタル放送では「6」を割り当てている。

## 沿革
- 1955年（昭和30年）4月1日 - ラジオ東京がテレビ放送（過去の東京放送、現在のTBSテレビ）開始。この時点でネット局はなし。
- 1956年（昭和31年）12月1日 - この日テレビ放送開始の中部日本放送（現在のCBCテレビ）と同日開局の大阪テレビ放送（後の朝日放送テレビ）とネットを組む。[注釈 18]
- 1957年（昭和32年）4月1日 - この日テレビ放送開始の北海道放送とネットを組む。[注釈 19]
- 1958年（昭和33年）
  - 3月1日 - この日テレビ放送開始のラジオ九州[注釈 20] とネットを組む。[注釈 19]
  - 6月1日
    - ラジオ東京テレビ、中部日本放送、大阪テレビ放送、北海道放送、RKB毎日放送の5局でニュースネットワーク協定に調印、これがJNNの土台となる。[2][3]
    - この日テレビ放送開始の山陽放送（現在のRSK山陽放送）とネットを組む。[注釈 19]

  - 8月28日 - 大阪テレビ放送・RKB毎日放送がクロスネットからフルネット局となる。[注釈 21]
  - 11月22日 - この日開局した関西テレビ放送とも一部に限りネットを組む。
  - 12月25日 - この日開局した東海テレビ放送と中部日本放送が番組に限りネットを共有。[注釈 22]
- 1959年（昭和34年）
  - 3月1日 - この日テレビ放送開始の毎日放送と一部に限りネットを組む。[注釈 23]
  - 4月1日 - 札幌テレビ放送開局。これにより北海道放送はクロスネットを日本テレビからフジテレビ・NETに段階的に変更。[注釈 24]
  - 8月1日 - 前年にニュースネットワーク協定に調印した5局とネットを組んでいた山陽放送とこの日までに開局ないしテレビ放送開始の東北放送・静岡放送・信越放送・新潟放送・北陸放送・日本海テレビジョン放送・中国放送・長崎放送・熊本放送・南日本放送の11局で、ニュース番組の供給を目的とするネットワーク・JNNを結成（以降、現在の社名で表記）[5]。[注釈 25]
  - 9月1日 - 同年8月1日の発足時点でJNNに加盟していたIBC岩手放送（当時は岩手放送）が、この日よりテレビ放送開始[21][22]。
  - 10月1日 - この日テレビ放送開始の大分放送がJNNに加盟。
  - 11月1日 - 現行のロゴマーク使用開始[23]
  - 12月15日 - この日テレビ放送開始のラジオ山陰（現在の山陰放送）[注釈 26] がJNNに加盟し日本海テレビジョン放送[注釈 27] が脱退。[注釈 28]
- 1960年（昭和35年）
  - 2月1日 - ラジオ東京・中部日本放送・朝日放送[注釈 29]・RKB毎日放送が4社連盟を結成し、JNN基幹局となる。これによりフルネット固定となる。これにより中部日本放送は東海テレビ放送との番組共有を、朝日放送は関西テレビ放送・毎日放送との番組共有を解消した。
  - 3月1日 - 北海道放送がJNN基幹局となる。[注釈 30] ただし、北海道放送は「東芝日曜劇場」制作参加にとどまった。
  - 10月1日 - この日テレビ放送開始の宮崎放送がJNNに加盟[24]。
  - 11月29日 - キー局のラジオ東京が東京放送に社名変更。
- 1963年（昭和38年）4月1日 - この日開局の福島テレビが番組販売でニュースネットを開始（一部の一般番組も）。1968年（昭和43年）10月からは昼帯の「JNNニュース」をネット開始[25][26]。
- 1964年（昭和39年）9月1日 - RKB毎日放送が一般番組に限り日本テレビとのクロスネット復活。[注釈 31]
- 1968年（昭和43年）12月16日 - 新潟放送が新潟総合テレビ（現・NST新潟総合テレビ）の開局により、ほぼフルネット局となる。以降ほかのJNN加盟局でもUHFの第2局以降の開局に合わせて、段階的にJNNの番組の比率を上げる様になる。
- 1969年（昭和44年）
  - 4月1日
    - 北海道放送が北海道テレビ放送の全道テレビ放送開始によりフルネット開始。
    - RKB毎日放送が福岡放送の開局により番組のみの日本テレビとのクロスネットを取りやめてフルネットが復活（5社連盟加盟局のフルネット化完了）。
    - 山陽放送が岡山放送の開局により、ほぼフルネット局となる。

  - 12月1日 - この日開局の青森テレビが番組販売でJNNに参加[注釈 32]
- 1969年 - JNNニュース基金設立[27]。
- 1970年（昭和45年）4月1日 - この日開局のテレビ山梨・テレビ山口・テレビ高知がJNNに加盟。後者の加盟により高知放送が番組販売によるニュースネットを終了。
- 1971年（昭和46年）
  - 1月19日 - 「JNNネットワーク協議会」を発足[28]。[注釈 33]
  - 6月1日 - 福島テレビが福島中央テレビとのネット交換（フジテレビ・日本テレビ間）に伴い、JNNに加盟。ただし、番組編成上の完全移行は10月改編時に持ち越しとなった。
- 1972年（昭和47年）
  - 5月15日 - 沖縄県の施政権返還により琉球放送が正式にJNNに加盟。[注釈 34]
  - 7月22日 - 山陰放送が山陰相互乗り入れにより島根県のみから島根県・鳥取県両県での放送に移行。
- 1974年（昭和49年）11月18日 - 東京放送と毎日放送との間で1975年3月31日から朝日放送に代わりネットを開始することで合意に達し、同時に東京放送は朝日放送に対し「1975年3月30日をもってネットを打ち切り翌日から毎日放送とネットを開始する。」と通告する。
- 1975年（昭和50年）3月31日
  - 近畿広域圏で、朝日放送(現:ABCテレビ)がJNN・5社連盟を脱退し[注釈 35]、毎日放送がJNN・5社連盟に加盟（朝日新聞社や毎日新聞社の意向により、新聞社の資本関係を明確にするといった、ネットチェンジ＝腸捻転解消政策を実施。これにより、毎日放送が準キー局となり、2023年現在も放送継続中）。
  - 青森テレビがJNNに正式加盟（全国ニュースをJNNに統一、ANNも脱退しクロスネット解消）。
  - 一部局で行っていたフジテレビ「サンケイテレニュースFNN」のような全国ニュースのタイトル差し替えを廃止し全時間帯全国共通のタイトルとなる。それまでは昼ニュースやJNNフラッシュニュースはタイトルを差し替えることができ、一例として朝日放送テレビは「ABCニュース/フラッシュニュース[29] JNN」名義で放送していた。
- 1979年（昭和54年）4月1日
  - 4月1日 - 山陽放送が岡山・香川相互乗り入れの実施により岡山県のみから岡山県・香川県両県での放送に移行。
- 1983年（昭和58年）4月1日
  - 4月1日 - 福島テレビがJNNを脱退しFNNに加盟。同年12月3日までTBS福島支局を設置して対処する。
  - 10月1日 - テレビユー福島がJNNに加盟[30]（開局は同年12月4日。同時にフルネットを開始）。
- 1989年（平成元年）
  - 10月1日 - この日開局のテレビユー山形がJNNに加盟、同時にフルネット（他系列の番組は番組販売のみ）を開始。
  - 11月27日 - この日から、被疑者の呼び捨てを止めている[31]。
- 1990年（平成2年）10月1日 - この日開局のテレビユー富山（現：チューリップテレビ）がJNNに加盟。
- 1992年（平成4年）
  - 10月1日 - この日開局の伊予テレビ（現：あいテレビ）がJNNに加盟。これにより南海放送が番組販売でのニュースネットを終了。
  - 10月1日 - 秋田放送が朝の情報番組枠内でのニュース放送を終了[注釈 36]。
  - 12月30日 - TBS系列初の長時間特別番組『元旦まで感動生放送!史上最大39時間テレビ「ずっとあなたに見てほしい 年末年始は眠らない」』を放送。
- 2009年（平成21年）4月1日 - 東京放送の放送持株会社移行（社名を東京放送ホールディングスに変更）に伴い、キー局がテレビ放送事業を東京放送から承継するTBSテレビに変更。
- 2014年（平成26年）4月1日 - 中部日本放送の放送持株会社移行（社名変更なし）に伴い、テレビ放送事業を中部日本放送から承継するCBCテレビに変更。
- 2016年（平成28年）4月1日 - RKB毎日放送の放送持株会社移行（社名をRKB毎日ホールディングスに変更）に伴い、テレビ・ラジオの放送事業全般を旧社から承継する新法人のRKB毎日放送に変更。
- 2017年（平成29年）
  - 4月1日 - 毎日放送の放送持株会社移行（社名をMBSメディアホールディングスに変更）に伴い、テレビ・ラジオの放送事業全般を旧社から承継する新法人の毎日放送に変更。
  - 10月1日 - 「TBS NEWS」ブランド統一したが、JNN公式ロゴは引き続き使用されている。
- 2019年（平成31年）4月1日 - 山陽放送の放送持株会社移行（社名をRSKホールディングスに変更）に伴い、テレビ・ラジオの放送事業全般を旧社から承継する新法人のRSK山陽放送に変更。
- 2023年（令和5年）6月1日 - 新潟放送の放送持株会社移行（社名をBSNメディアホールディングスに変更）に伴い、テレビ・ラジオの放送事業全般を旧社から承継する新法人の新潟放送に変更。

## 加盟局

### 現在の加盟局
この表は、地域や都道府県の配列に際し、日本民間放送連盟公式サイト「会員社」ページ の表記に準じて記載している（一部に例外あり）。
JNN加盟局はすべてGガイドのホスト局であり、JNN加盟局のない秋田県・福井県・徳島県・佐賀県の4県を除き、番組データの配信を行っている。
- ● - 中波ラジオ局兼営局
- ○ - 旧中波ラジオ局兼営局で、現在は関連会社・子会社にラジオ局を持つ局 [注釈 37]
- ■ - 自社サイトでのニュースの動画配信実施局
- △ - 外部サイト（Yahoo!ニュース[32]・YouTubeなど）でのニュースの動画配信実施局
- ◆ - 第三セクター局

| 放送対象地域 | 略称/ID | 社名               | 開局日および テレビ放送開始日 | JNN加盟日          | 備考 | 記号 |
| ------------ | ------- | ------------------ | ----------------------------- | ------------------ | --- | ---- |
| 北海道       | HBC 1   | 北海道放送         | 1957年4月1日                  | 1959年8月1日発足時 | 基幹局。 | ●■△  |
| 青森県       | ATV 6   | 青森テレビ         | 1969年12月1日                 | 1975年3月31日      | | ■    |
| 岩手県       | IBC 6   | IBC岩手放送        | 1959年9月1日                  | 1959年8月1日発足時 | 1995年6月22日までの局名は岩手放送。 | ●■△  |
| 宮城県       | tbc 1   | 東北放送           | 1959年4月1日                  | 1959年8月1日発足時 | テレビユー山形開局前は山形県も取材対象地域だった。 | ●■△  |
| 秋田県       | なし    | なし               | なし                          | なし               | IBC岩手放送・青森テレビ・テレビユー山形が担当している。 |      |
| 山形県       | TUY 6   | テレビユー山形     | 1989年10月1日                 | 1989年10月1日      | | ■    |
| 福島県       | TUF 6   | テレビユー福島     | 1983年12月4日                 | 1983年10月1日      | | ■△   |
| 関東広域圏   | TBS 6   | TBSテレビ          | 1955年4月1日                  | 2009年4月1日       | 基幹局、キー局。2009年3月31日までは東京放送 が免許人であった。 | ○■△  |
| 山梨県       | UTY 6   | テレビ山梨         | 1970年4月1日                  | 1970年4月1日       | | ■△   |
| 新潟県       | BSN 6   | 新潟放送           | 1958年12月24日                | 1959年8月1日発足時 | 1959年8月1日に正式加盟。1961年2月28日まで局名はラジオ新潟（RNK）。 | ●■△  |
| 長野県       | SBC 6   | 信越放送           | 1958年10月25日                | 1959年8月1日発足時 | 1952年3月7日まで局名は信濃放送（略称は変わらずSBC）。 | ●■△  |
| 静岡県       | SBS 6   | 静岡放送           | 1958年11月1日                 | 1959年8月1日発足時 | 1960年11月21日まで愛称はラジオ静岡。 | ●■△  |
| 富山県       | TUT 6   | チューリップテレビ | 1990年10月1日                 | 1990年10月1日      | 1992年9月30日まで局名はテレビユー富山。 | ■    |
| 石川県       | MRO 6   | 北陸放送           | 1958年12月1日                 | 1959年8月1日発足時 | チューリップテレビ開局前は富山県も取材対象地域だった。 CM未放送問題で、1997年から1年間報道取材以外の会員活動停止処分を受けた。                                        | ●△   |
| 福井県       | なし    | なし               | なし                          | なし               | 県内の取材については、北陸放送が嶺北地方と敦賀市、毎日放送の京都支局が敦賀市を除く嶺南地方を担当している。                                                            |      |
| 中京広域圏   | CBC 5   | CBCテレビ          | 1956年12月1日                 | 2014年4月1日       | 基幹局。2014年3月31日までは中部日本放送が免許人であった。 | ○■△  |
| 近畿広域圏   | MBS 4   | 毎日放送           | 1959年3月1日                  | 2017年4月1日       | 基幹局、準キー局。ワンセグはウォーターマーク表示なし。 かつては民放テレビ局はNNN/NNS系列局のみの徳島県にもアナログGガイドの番組データの配信を対応していた。           | ○■△  |
| 鳥取県       | BSS 6   | 山陰放送           | 1959年12月15日                | 1959年12月15日     | 1961年5月31日まで局名はラジオ山陰（RSB）。 1959年12月15日開局 - 1972年9月30日の間は、テレビは島根県のみを対象とした。                                                 | ●■△  |
| 島根県       | BSS 6   | 山陰放送           | 1959年12月15日                | 1959年12月15日     | 1961年5月31日まで局名はラジオ山陰（RSB）。 1959年12月15日開局 - 1972年9月30日の間は、テレビは島根県のみを対象とした。                                                 | ●■△  |
| 岡山県       | RSK 6   | RSK山陽放送        | 1958年6月1日                  | 2019年4月1日       | 1961年8月31日まで愛称はラジオ山陽（略称は変わらずRSK）。 2019年3月31日まで山陽放送 が免許人であった。                                                                 | ●■△◆ |
| 香川県       | RSK 6   | RSK山陽放送        | 1958年6月1日                  | 2019年4月1日       | 1961年8月31日まで愛称はラジオ山陽（略称は変わらずRSK）。 2019年3月31日まで山陽放送 が免許人であった。                                                                 | ●■△◆ |
| 広島県       | RCC 3   | 中国放送           | 1959年4月1日                  | 1959年8月1日発足時 | 1967年3月31日まで局名はラジオ中国（略称は変わらずRCC）。 あいテレビ開局前は愛媛県も取材対象地域だった。                                                               | ●■△  |
| 山口県       | tys 3   | テレビ山口         | 1970年4月1日                  | 1970年4月1日       | [ 注釈 52 ] | ■△   |
| 徳島県       | なし    | なし               | なし                          | なし               | 取材は毎日放送徳島支局が担当している。 |      |
| 愛媛県       | itv 6   | あいテレビ         | 1992年10月1日                 | 1992年10月1日      | 2002年9月30日まで局名は伊予テレビ。 | ■△   |
| 高知県       | KUTV 6  | テレビ高知         | 1970年4月1日                  | 1970年4月1日       | [ 注釈 54 ] | ■△   |
| 福岡県       | RKB 4   | RKB毎日放送        | 1958年3月1日                  | 1959年8月1日発足時 | 基幹局。1958年8月17日まで局名はラジオ九州（略称は変わらずRKB）。 かつては民放テレビ局はFNN/FNS系列局のみの佐賀県にもアナログGガイドの番組データの配信を対応していた。 | ●■△  |
| 佐賀県       | なし    | なし               | なし                          | なし               | JNNのニュース取材はRKB毎日放送が担当している。 ラジオ中波放送は長崎放送佐賀放送局（NBCラジオ佐賀） が行っている。                                                     |      |
| 長崎県       | NBC 3   | 長崎放送           | 1959年1月1日                  | 1959年8月1日発足時 | | ●■△  |
| 熊本県       | RKK 3   | 熊本放送           | 1959年4月1日                  | 1959年8月1日発足時 | 1961年5月31日まで局名はラジオ熊本（略称は変わらずRKK）。 1960年時点では佐賀県と福岡県筑後地方も取材対象地域だった。                                                   | ●■△  |
| 大分県       | OBS 3   | 大分放送           | 1959年10月1日                 | 1959年10月1日      | 1961年3月31日まで局名はラジオ大分。 | ●■△◆ |
| 宮崎県       | MRT 6   | 宮崎放送           | 1960年10月1日                 | 1960年10月1日      | 1961年6月30日まで局名はラジオ宮崎（RMK）。 | ●■△  |
| 鹿児島県     | MBC 1   | 南日本放送         | 1959年4月1日                  | 1959年8月1日発足時 | 1961年9月30日まで局名はラジオ南日本（略称は変わらずMBC）。 | ●■△  |
| 沖縄県       | RBC 3   | 琉球放送           | 1960年6月1日                  | 1972年5月15日      | [ 注釈 59 ] | ●■△  |

### 過去の加盟局
| 放送対象地域 | 略称 | 社名                   | JNN加盟期間                      | 備考（脱退の理由など） | 現在の 所属系列 |
| ------------ | ---- | ---------------------- | -------------------------------- | --- | --------------- |
| 福島県       | FTV  | 福島テレビ             | 1971年6月1日 - 1983年3月31日     | 1963年4月1日開局から1971年5月までは、番組販売の形で参加。 1971年の読売新聞・福島民友系保有の福島テレビ株とフジテレビ・産経新聞系保有の福島中央テレビ株の交換に伴い日本テレビ系番組が福島中央テレビへ移行。これに伴い福島テレビはJNNに加盟したが、フジ・産経新聞系が実質的に福島県に次ぐ大株主となったことで毎日新聞・福島民報系の発言力は低下した。 その後、福島県第3局・第4局の免許割り当てにあたり田中角栄により「3局目は朝日系、4局目はTBS系」との裁定がなされたため、TBSは新局（テレビユー福島）開局に動いた（詳細はネットチェンジ#福島県の事例を参照）。 | FNN/FNS         |
| 近畿広域圏   | ABC  | 朝日放送               | 1959年8月1日発足 - 1975年3月30日 | 現・朝日放送テレビ。筆頭株主である朝日新聞社の意向による（当該項目を参照）。 | ANN             |
| 鳥取県       | NKT  | 日本海テレビジョン放送 | 1959年8月1日発足 - 同年12月14日  | 山陰放送（BSS）が開局したことによる配慮のため。 | NNN/NNS         |

以下の各局は認定放送持株会社移行により系列局が新社に変更となったものであり、系列を脱退したわけではない。
- ラジオ東京 → 東京放送（1959年8月1日発足 - 2009年3月31日、TBSテレビに移行）
- ラジオ新潟 → 新潟放送（1959年8月1日発足 - 2023年5月31日、（新）新潟放送に移行）
- 中部日本放送（1959年8月1日発足 - 2014年3月31日、CBCテレビに移行）
- 毎日放送（1975年3月31日[注釈 68] - 2017年3月31日、（新）毎日放送に移行）
- 山陽放送（1959年8月1日発足 - 2019年3月31日、RSK山陽放送に移行）
- RKB毎日放送（1959年8月1日発足 - 2016年3月31日、（新）RKB毎日放送に移行）

### 加盟構想のあった放送局
加盟の意思があったものの、結局加盟しなかった、または出来なかった主な局。
| 放送対象地域 | 略称 | 社名       | 備考（加盟しなかった理由など） | 現在の所属系列                  |
| ------------ | ---- | ---------- | --- | ------------------------------- |
| 青森県       | RAB  | 青森放送   | 1959年のテレビ開局1か月前にようやくJNN系列になることが発表され、9月14日からのサービス放送時にJNN系番組が放送されたが、ラジオ東京側が提示したネットスポンサー額が事前合意よりも安かったことで正式契約に至らず、9月25日に日本テレビ系列（当時NNN・NNSは組織として未成立）への変更が決まり、そのまま10月1日に開局した。 | NNN/NNS                         |
| 山形県       | YBC  | 山形放送   | ラジオで結びつきが強かった北海道放送と同じ系列に加盟するべきという意見もあったが、服部敬雄社長（当時）の判断で日本テレビ系列への加盟が決まった。 | NNN/NNS                         |
| 福島県       | rfc  | ラジオ福島 | ラテ兼営局となる前提でテレビ予備免許を所得し1959年頃のテレビ放送開始を目指していたが、役員人選等の難航から1958年4月1日にテレビ予備免許が失効したため。テレビ局の開局が実現していた場合、資本関係やマイクロ回線の技術的理由からJNNに加盟する予定とされていた。 | JRN/NRN （ラジオ単営）          |
| 福島県       | KFB  | 福島放送   | 福島県民放第3局の周波数割り当ての際にTBS系列への加盟を推す陣営とテレビ朝日系列への加盟を推す陣営同士によるネット争いとなったが、両陣営による協議により、第3局目をテレビ朝日系列、第4局目（テレビユー福島）をTBS系列とすることで合意したため。 | ANN                             |
| 富山県       | KNB  | 北日本放送 | 隣県の民放局（ラジオ新潟（現・新潟放送）・北陸放送・信越放送・中部日本放送）がラジオ東京テレビ（現・TBSテレビ）とネットを組んでいたこともあり、社内でもラジオ東京テレビ系列か、日本テレビ系列か検討が行われたが、サービス放送中に営業成績が良く、かつプロ野球のナイター中継が多くナイターの延長にも対応可能である等の理由から日本テレビ系列主体の編成にすることが決まった。                                                                                  | NNN/NNS                         |
| 福井県       | FBC  | 福井放送   | 当初はラジオで結びつきが強かった朝日放送（現・朝日放送テレビ）が当時加盟していたラジオ東京テレビ（現・TBSテレビ）系列に入る予定であったが、当時すでに開局していた近隣の北陸放送との競合を避けるために日本テレビ系列への加盟を選択したため。 | NNN/NNS・ANN （クロスネット局） |
| 山口県       | KRY  | 山口放送   | 1959年当時のマイクロ回線事情からラジオ東京テレビ（現・TBSテレビ）系列を選択せざるを得ないところであったが、RKB毎日放送やラジオ中国（現・中国放送）との競合を避けるべく、日本テレビ系列入りを選択した。 | NNN/NNS                         |
| 愛媛県       | RNB  | 南海放送   | 1958年のアナログテレビ開局準備段階での業務研修は主にラジオ東京テレビ（現・TBSテレビ）で行われていたが、日本テレビ側の地方局育成の方針に賛同したことや、スポーツ番組（プロレス中継、プロ野球巨人戦中継）の存在から日本テレビ系列入りを選択した。また、愛媛県の対岸でかつ一定程度エリアが重複するラジオ中国（現・中国放送）がアナログテレビ開局に際してラジオ東京テレビ（現・TBSテレビ）系列入りすることが確定的であり、同局との差別化を図る意味合いもあった。 | NNN/NNS                         |
| 高知県       | RKC  | 高知放送   | 1959年当時は日本テレビの方が人気が高かったこととマイクロ回線の技術的理由による。技術的問題の解決後、1970年に民放第2局のテレビ高知がフジテレビ系で開局することが内定したことから、JNNニュースのネットを増枠してTBSとの関係強化が採られるも、日本テレビとの関係が悪化し、社内でTBS系列へのネットチェンジ（NNN脱退・JNN加盟）が検討されたが、テレビ高知が開局直前にJNNへの加盟に方針を切り替えたことでネットチェンジを断念した。                                | NNN/NNS                         |
| 佐賀県       | STS  | サガテレビ | フジテレビ系列局として開局したが、1970年代初頭に長崎放送の手引きでTBS系へのネットチェンジが画策された。結果的には実現せず、ネットチェンジを画策したとされるオーナーの金子一族はフジテレビとテレビ西日本により経営を追われることになった。 | FNN/FNS                         |

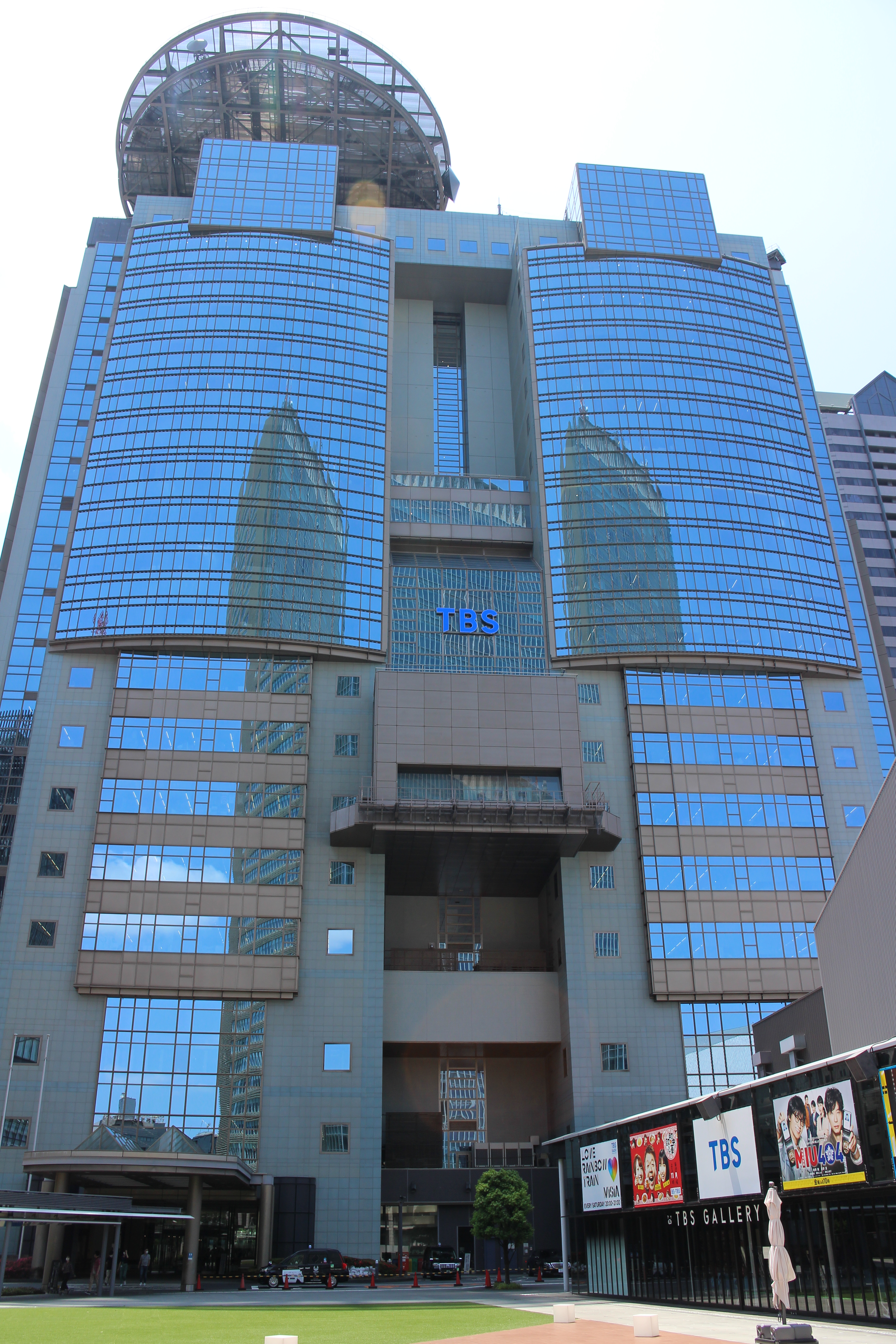
JNNの在京キー局：TBSテレビ（TBS、東京都港区赤坂5-3-6、TBS放送センター）
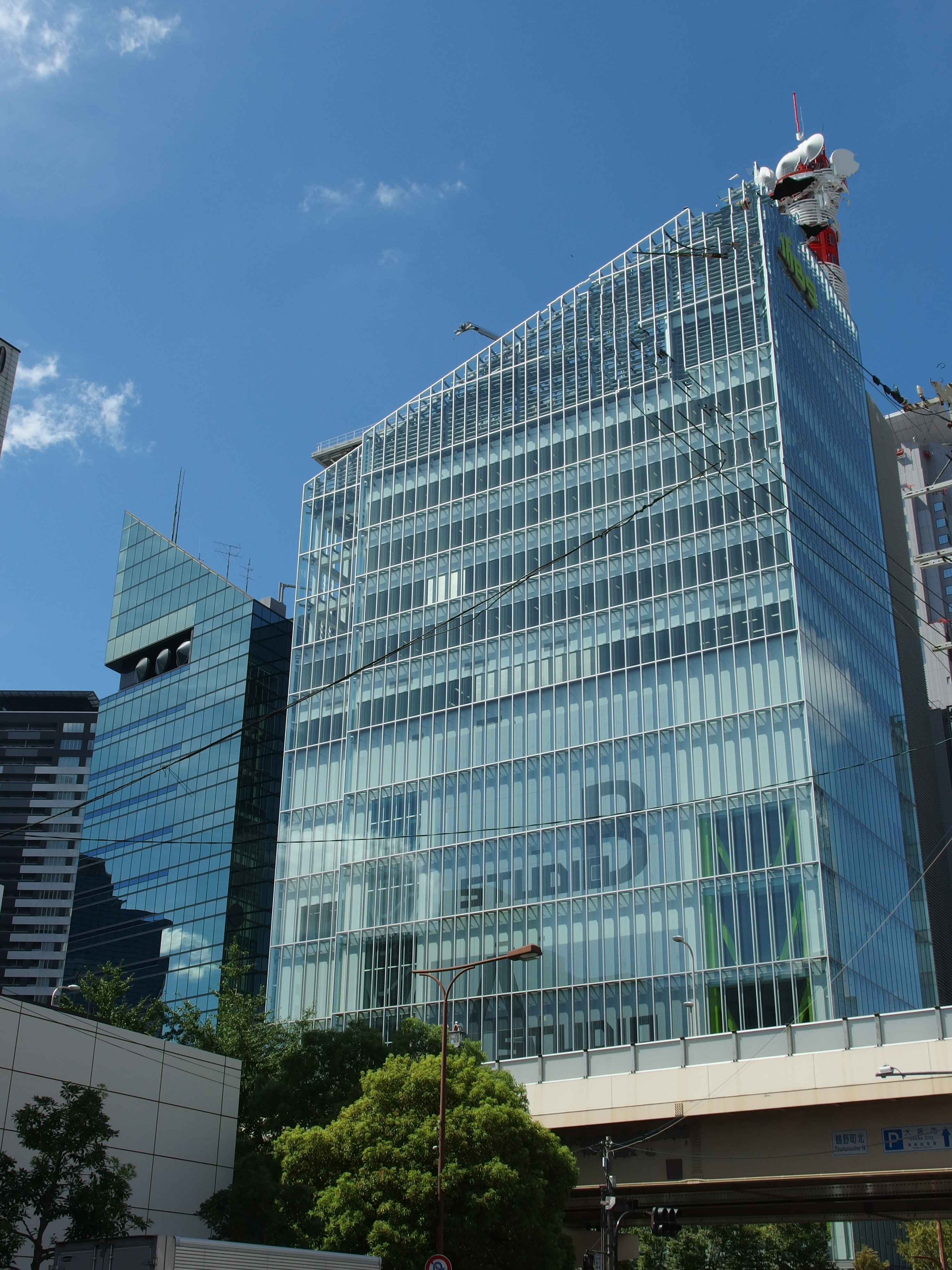
JNNの在阪準キー局：毎日放送（MBS、大阪市北区茶屋町）
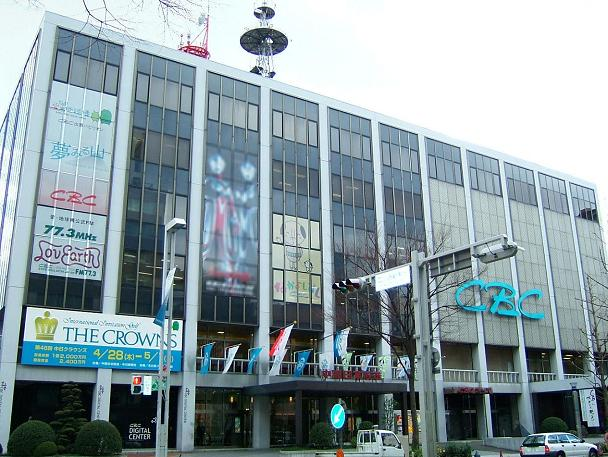
JNNの在名基幹局：CBCテレビ（CBC、名古屋市中区新栄）
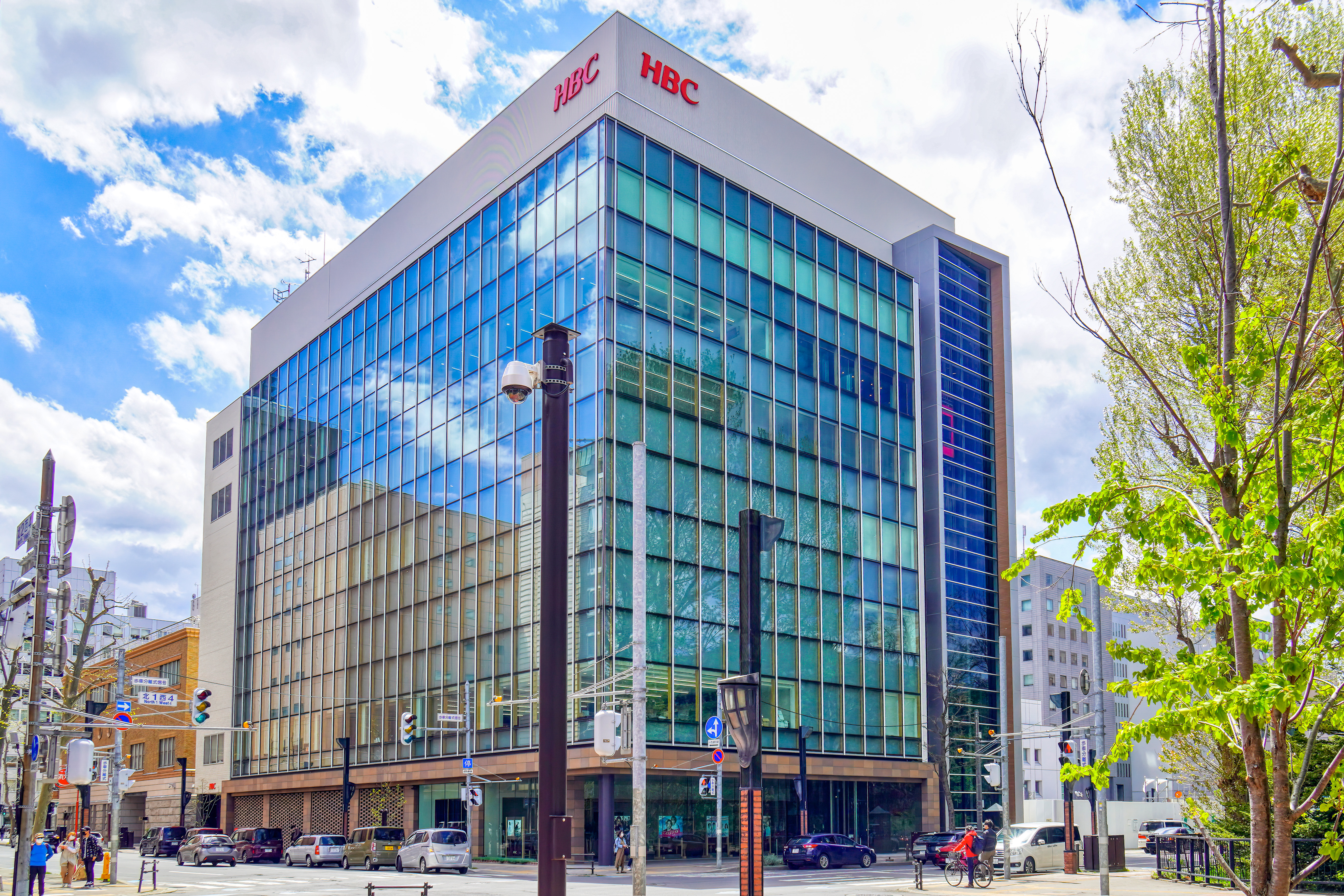
JNNの在札基幹局：北海道放送（HBC、札幌市中央区北1条西5）
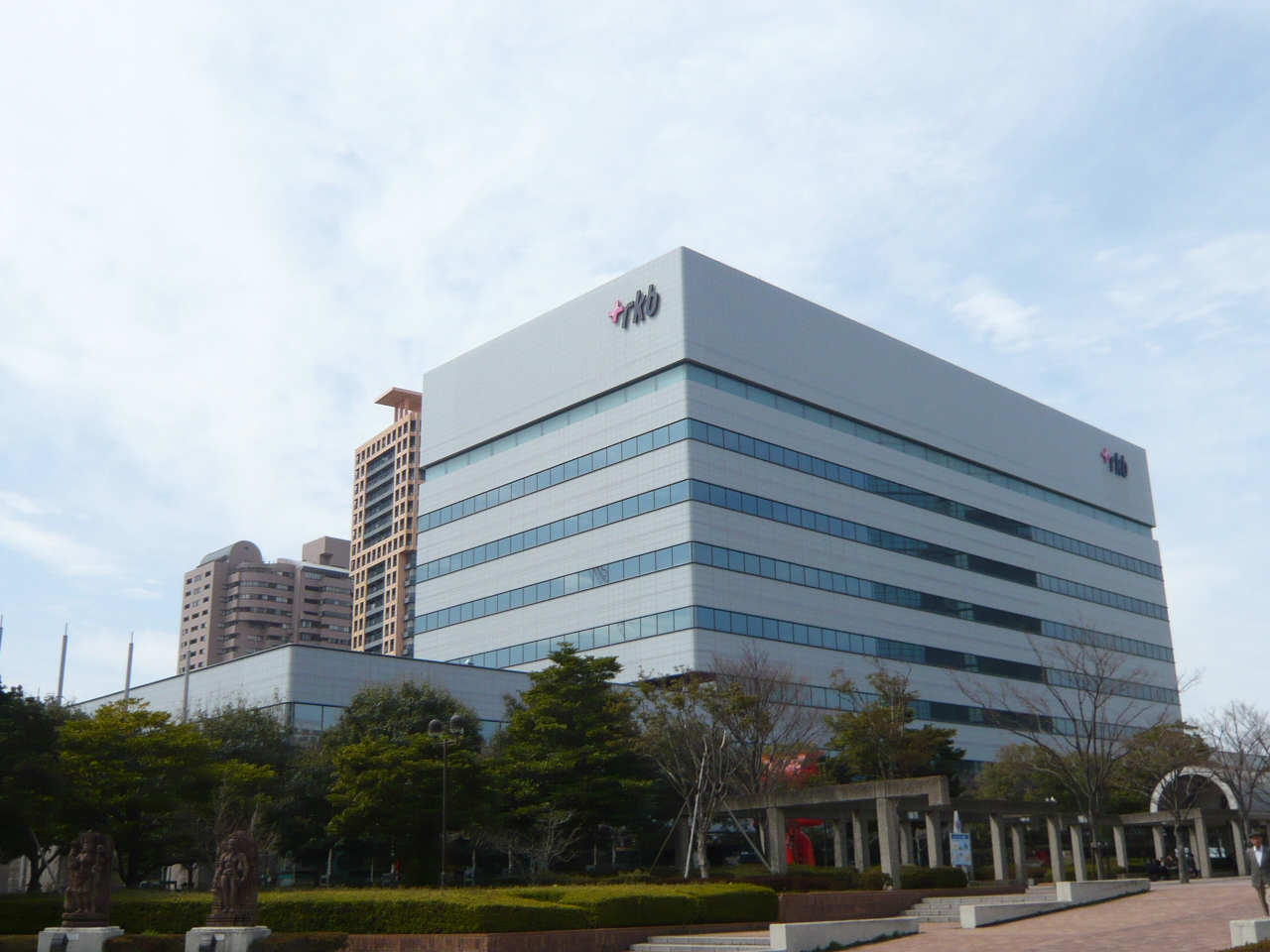
JNNの在福基幹局：RKB毎日放送（福岡市早良区百道浜、RKB放送会館）

## 支局
2018年4月現在、11支局がある。これらの支局はJNN加盟各局が出し合い運営されている「JNN基金」を元にして、基幹局がそれぞれ費用を一部負担する格好で開設・運営している。ただしTBSテレビ以外のJNN加盟局に所属する記者は開設局に所属しつつ、TBSテレビの名前も背負う。そのため開設局とTBSテレビの両方のロゴが印刷された特注の名刺をTBSから各記者に支給して活動させる。
ネットワークはその時々の情勢により変化。加盟局が独自に開設するケースもあるが、常に統廃合が繰り返されている。また記者の派遣については、開設・運営局以外から行われることも少なくない。兵庫県西宮市の阪神甲子園球場にて行われる選抜高等学校野球大会や全国高等学校野球選手権大会など、日本国内で行われる大型スポーツイベントの際にも、イベント開催地の近くにJNN加盟局共同の取材拠点を設置する場合がある。
海外記者のリポートはJRNのニュースでも録音で放送されている。そのため、一部のJNN海外記者リポートがJRNを通じて日本テレビ（NNN）系ラテ兼営局、同じくラテ兼営局の福井放送 とAM単営のラジオ福島・和歌山放送にも放送される。

### 海外支局
| 地域                       | 海外支局名          | 設置・運営 加盟局 | 支局長     | 備考 |
| -------------------------- | ------------------- | ----------------- | ---------- | --- |
| アメリカ 合衆国            | JNNニューヨーク支局 | TBSテレビ         | 萩原豊     | 静岡放送からも記者を派遣していた期間がある。 |
| アメリカ 合衆国            | JNNワシントン支局   | TBSテレビ         | 樫元照幸   | |
| アメリカ 合衆国            | JNNロサンゼルス支局 | CBCテレビ         | 尾関淳哉   | TBSテレビからも記者を派遣。かつては、毎日放送が支局を開設していた。 |
| ヨーロッパ 旧ソ連 アフリカ | JNNロンドン支局     | TBSテレビ         | 秌場聖治   | |
| ヨーロッパ 旧ソ連 アフリカ | JNNモスクワ支局     | TBSテレビ         | 大野慎二郎 | 北海道放送からも記者を派遣 |
| ヨーロッパ 旧ソ連 アフリカ | JNNパリ支局         | 毎日放送          | 富永高史   | 1969年に朝日放送（当時）が開設。1975年のネットチェンジに伴って、組織ごとANNパリ支局に移行したことから、TBSが改めて開設した。後に一時閉鎖したが、2017年10月から毎日放送の運営によって業務を再開。同局が再開設の前まで設置していたベルリン支局時代から、旧ソ連地域の諸国（モスクワ支局の管轄）・イギリスと北ヨーロッパ諸国（ロンドン支局の管轄）を除くヨーロッパ全域の取材を担当している。 |
| アジア                     | JNN中東支局         | TBSテレビ         |            | 2012年3月まで山陽放送が運営していた「JNNカイロ支局」を閉鎖したうえで、同年7月から開設。 |
| アジア                     | JNN北京支局         | 北海道放送        | 立山芽以子 | TBSテレビからも記者を派遣。 |
| アジア                     | JNN上海支局         | 毎日放送          | 寺島宗樹   | 1992年から2000年まで中国放送が運営。 |
| アジア                     | JNNソウル支局       | TBSテレビ         | 渡辺秀雄   | ソウル支局は1969年にRKB毎日放送、バンコク支局は1977年にTBSが開設。 1996年7月1日に両支局の担当を入れ替えて からも、TBS・RKBは両支局に記者を派遣している。 |
| アジア                     | JNNバンコク支局     | RKB毎日放送       | 大平弘毅   | ソウル支局は1969年にRKB毎日放送、バンコク支局は1977年にTBSが開設。 1996年7月1日に両支局の担当を入れ替えて からも、TBS・RKBは両支局に記者を派遣している。 |

#### 過去の海外支局
上記の支局以外にも、2000年シドニーオリンピックの開催を機に、TBSテレビが「JNNシドニー支局」を設置（設置当初の名称は「JNNシドニー五輪支局」）。日本のテレビ局でニュース番組の制作に携わった経験を持つ現地在住のフリージャーナリスト・飯島浩樹が、「JNNシドニー通信員」という肩書でオセアニア地域の取材活動に携わっている。1992年夏には、自衛隊PKO活動の現地取材拠点として、TBSがプノンペンに臨時支局を設置していた。
山陽放送は1973年から、中東地域に支局 を開設していた。JNNが2012年に海外支局を再編する方針を打ち出したことから、この方針に沿って「JNNカイロ支局」を閉鎖したことを機に、海外支局の運営業務から撤退した。
かつては、毎日放送の設置・運営による「JNNマニラ支局」「JNNベルリン支局」も存在。ベルリン支局については、自社の運営によるパリ支局の開設を前提に、2017年9月で閉鎖した。
CBCテレビも、中部日本放送時代の1974年から、中日新聞社との共同運営方式で「JNNローマ支局」を開設。東欧情勢の変化を背景に、1990年限りで同支局を閉鎖するとともに、同年から2010年9月まで「JNNウィーン支局」を自社で運営していた。
そのほか、JNNは香港支局（1992年にTBSが開設、1999年閉鎖）、サイゴン支局（1971年にTBSが開設、1974年閉鎖、シンガポールに移設）、シンガポール支局（1974年にTBSが開設、1977年閉鎖）、ジャカルタ支局（1998年にTBSが開設、2000年閉鎖）、サンパウロ支局（1980年に北海道放送が開設、1993年閉鎖）、ロシア極東支局（1993年に北海道放送がサハリンに開設、1995年にウラジオストクに移転、2001年に閉鎖）、ヨハネスブルク支局（1987年にTBSが開設、1991年閉鎖）、ボン支局を設置したこともある。

### 国内支局
- 北陸放送福井支局（福井県）
  - JNNの系列局が存在しない福井県嶺北地方及び敦賀市の取材拠点として常設。敦賀市を除く嶺南地方は毎日放送が担当する。JNN向けの情報カメラを福井駅前に設置している。
- 毎日放送徳島支局（徳島県）
  - JNNの系列局が存在しない一方で、大半の地域で毎日放送の番組を視聴できる徳島県内の取材拠点として常設。

#### 過去の国内支局
- TBS福島支局（福島県）
  - 1983年3月31日に福島テレビがJNNを脱退し、その後同年12月4日にテレビユー福島が開局するまでの間福島県の取材を行うために開設されていた支局。
- IBC岩手放送秋田支局（秋田県）
  - JNNの系列局が存在しない秋田県内の取材拠点として、1990年代半ばから2003年まで開設されていた支局。閉鎖後は報道系の取材カメラマンを駐在させているほか、JNN向けの情報カメラを秋田港に常設している。
- JNN三陸臨時支局（宮城県気仙沼市）
  - 東日本大震災被災地の長期的取材体制の現地拠点として、2011年5月1日に気仙沼市の気仙沼プラザホテル内に開設された臨時支局。取材エリアは通常はIBC岩手放送と東北放送が担当する、岩手県から宮城県にかけての三陸海岸沿いを中心にしたエリアで、TBSテレビ[70] を中心としたJNN加盟各局の共同運営という形で設置されていた。2014年に閉鎖された。
    - 初代局長：龍崎孝
    - 2代目局長：佐々木智之

## 番組販売協力局

### TBS系列のない地域で同系列の番組を放送している局
- 秋田県
  - 秋田放送（ABS、日本テレビ系列）
  - 秋田テレビ（AKT、フジテレビ系列）
- 福井県
  - 福井放送（FBC、日本テレビ〈主体〉・テレビ朝日系列のクロスネットだが、番組編成上は日本テレビ系列フルネット局に準じた扱いとされる場合もある）
  - 福井テレビ（FTB、フジテレビ系列）
- 徳島県
  - 四国放送（JRT、日本テレビ系列）

JNN協定の影響で系列外で放送される番組は数本程度と極少数で在京キー局の番販番組では最も少ない。
1980年代までは地方の民放テレビが1～2局かつオープンネット状態ということもあり、上記局（秋田テレビと福井テレビ以外）におけるTBS系列番組の放送本数も現在より多く、また一部同時ネット番組も存在した。

## ネットニュース
随時
- JNNニュース（1959年8月1日 - 2009年3月29日、2010年3月29日 - ）
- THE NEWS（2009年3月30日 - 2010年3月28日）

朝
昼
夕方
 20:54 - 21:00 （平日は別時間）
- JNNフラッシュニュース（1962年10月 - 放送中）

最終版

## 特別番組
選挙・台風・地震・北朝鮮によるミサイル発射（全国瞬時警報システムによる速報）や、他に、大きな事件・事故の際に特別番組を編成、放送する。
新潟放送や南日本放送など、テレビ・ラジオの双方がTBSのネットワークに加盟している局の場合、テレビの音声をそのままラジオに載せることで有事報道を行うことがある。

### 国政選挙
開票状況を伝える特別番組を放送。出口調査などを駆使して早く、分かりやすく伝える。
2021年10月に実施された第49回衆議院議員総選挙から朝日新聞社（朝日新聞）と共同通信社、テレビ朝日（ANN）、フジテレビ（FNN）、テレビ東京（TXN）との6社共同で国政選挙における出口調査を実施している。
- JNN開票速報（1971年参院選）
- JNN選挙速報（1972年衆院選）
- 参院選開票速報（1974年参院選）
- 衆院選開票速報（1976年衆院選）
- 参院選'77（1977年参院選）
- 総選挙'79（1979年衆院選）
- 選挙・選挙'80（1980年衆院選・参院選）
- JNN参院選'83（1983年参院選）
- JNN衆院選'83（1983年衆院選）
- 選挙・選挙'86（1986年衆院選・参院選）
- 票決'89（1989年参院選）
- 筑紫哲也のどーなるニッポン世紀末決戦'90（1990年衆院選）
- 巨泉・筑紫の報道スクープ選挙版'92（1992年参院選）
- 筑紫哲也の選挙'93（1993年衆院選）
- 選挙スタジアム'95（1995年参院選）
- 総選挙ライブネット'96（1996年衆院選）
- 選挙開票特別番組 票決!ライブ（1998年参院選～2004年参院選）
- 乱!総選挙2005（2005年衆院選）
- 乱!参議院選挙2007（2007年参院選）
- 乱!総選挙2009（2009年衆院選）
- 乱!参院選2010（2010年参院選）
- 乱!総選挙2012（2012年衆院選）
- 夏の決戦!参院選2013 ニッポンどこへ行く!（2013年参院選）
- 乱!総選挙2014（2014年衆院選）
- 激突!選挙スタジアム2016（2016年参院選）
- 激突!与野党大決戦 選挙スタジアム2017（2017年衆院選）
- Nスタ×NEWS23 選挙スペシャル（2019年参院選）
- 選挙の日（2021年衆院選～）

### ニュース速報・地震・津波・気象・台風情報
状況に応じて「速報のみの対応」「速報＋臨時ニュース」「速報＋臨時ニュースの後、特番へ移行」と、大まかに分けて3つのパターンが存在する。
ニュース速報や交通・気象・地震情報等の速報テロップを表示する際は、JNN系列全28局・BS-TBS・TBS NEWS共通で『ビッビッ ビッビッ』と、高音と低音を組み合わせた独特のチャイムを鳴らす。ニュース速報を表示する際は『JNNニュース速報』と表示する。地上波放送では全国ネットの番組を放送している場合は、TBSテレビ送出の速報テロップが全ての加盟局に向けて表示される。加盟局がローカル編成をしている時間帯であれば加盟局が個々に速報テロップを送出する。（ただし速報テロップが表示されるタイミングはTBSテレビより若干遅れる。）
津波情報に関しては、津波注意報・津波警報が発表された場合、「JNN津波情報 ただちに避難」が挿入され、CM中でも常時文字情報を出し続けることになっている（ただし先述した『JNNニュース速報』と違い、加盟局ごとの表示となるため、地域によって対応が異なる。また、近年ではCMに入ったら一旦消去することもある。）。
気象情報に関しては、当初はチャイムは鳴らずテロップのみ表示されていたが、2021年6月に気象庁が顕著な大雨に関する情報を開始して以降はチャイムを鳴らしている。ただし、土砂災害警戒情報、竜巻注意情報が地方のみ表示される。
台風時は、各局で編成されるため、すべての加盟局に向けた特別番組の放送は滅多にしない。また、通常のニュース・情報番組のなかで、番組の多くを台風情報に充てている。

## ブロックネット番組等
2022年3月現在放送中の番組は太字で表記する。

### 東北地区
※新潟県も含む。
- アナナビ（系列外の秋田テレビ〈FNS〉にもネット。2004年3月終了）
- ふしぎのトビラ（系列外の秋田放送〈NNS〉にもネット。提供は東北電力。月一回の放送・東日本大震災の影響で打ち切り）
- なお、不定期で単発のブロック番組が放送される場合がある。

### 中部地区
※もともと甲信越静の4局だったが、後に北陸の2局も参加。名古屋に所在して東海3県をエリアとするCBCは含まず。
- ニッポンど真ん中!（2012年以降は制作からSBSが外れ、甲信越・北陸の5局持ち回り制作）
- 甲信越静4局共同制作特番（年数回、不定期放送）

### 近畿・中国・四国地区
※大分県も含む。
- 西日本8局特番（ゴールデンウィーク後半〈原則として5月5日〉に放送、2015年に終了）

（制作幹事局は毎日放送で、主に報道・ドキュメンタリーをメインに放送していた。1990年代前半までは年末〈原則として12月30日〉にも放送され、こちらは年末の地域情報がメインとなっていた。）

### 山口・九州・沖縄地区
- 新 窓をあけて九州（九州電力グループ一社提供、九州6局のみ）
  - 窓をあけて九州（九州電力一社提供、2012年3月終了）
- JNN九州・沖縄ドキュメント ムーブ（テレビ山口除く）
- 世界一の九州が始まる!（キリンビール一社提供、現在は九州6局のみ、琉球放送は途中打ち切り）
- 列車に乗って（JR九州一社提供、九州6局のみ、2016年3月終了）
- 味わいぶらり旅（JR九州一社提供、九州6局のみ、2013年3月終了）
- 冒険王国思いっきりトムソーヤ（2001年9月終了、九州6局のみ）
- 電撃黒潮隊（アートネイチャー一社提供、2002年9月終了）
- 九州遺産（テレビ山口除く、2002年9月終了）
- フィッシュEYE→フィッシングナビ（終了、テレビ山口除く）

### 全国ネット（特別企画）
2009年はJNN発足50周年であったことから、以下の特別企画（特別番組）が編成された。
- 3月30日から1週間、「ハイパーバラエティーウィーク」を展開。
- 8月13日から10日間、山本高広が10日かけて「大阪-東京間」をマラソンで走る「真夏のJNN祭り 「壁を壊そう!炎の240時間マラソン」」を展開。
  - タイトルに「壁を壊そう」とあるが、ほぼ同時期に開催された『世界陸上 ベルリン大会』とかけたイベントでもあった。
- また、同年秋の番組改編では、バラエティ番組を中心にデジタル放送のEPG等で、番組名に「JNN50周年記念」が付されていた。

※この他にも年1-2回、「JNN共同制作番組→JNN企画大賞」をJNN各局で放送する。
※ローカルワイドニュース（夕方）については一覧を参照。